# Boarekjávrre
Boarekjávrre, enligt tidigare ortografi Pårekjaure, är en sjö i Jokkmokks kommun i Lappland och ingår i Luleälvens huvudavrinningsområde. Sjön är 6,7 meter djup, har en yta på 0,206 kvadratkilometer och befinner sig 698 meter över havet. Boarekjávrre ligger i Sarek Natura 2000-område. Sjön avvattnas av vattendraget Standárjåhkå, ett biflöde till Gamájåhkå.

## Delavrinningsområde
Boarekjávrre ingår i det delavrinningsområde (744314-158427) som SMHI kallar för Ovan Säkokjåkkå. Medelhöjden är 979 meter över havet och ytan är 52,87 kvadratkilometer. Det finns inga avrinningsområden uppströms utan avrinningsområdet är högsta punkten. Standárjåhkå som avvattnar avrinningsområdet har biflödesordning 4, vilket innebär att vattnet flödar genom totalt 4 vattendrag innan det når havet efter 317 kilometer. Avrinningsområdet består mestadels av skog (15 procent) och kalfjäll (82 procent). Avrinningsområdet har 0,39 kvadratkilometer vattenytor vilket ger det en sjöprocent på 0,7 procent.